# Bowling aux Jeux mondiaux de 2005
Navigation
Akita 2001 Kaohsiung 2009
Les épreuves de bowling des Jeux mondiaux de 2005 ont lieu à Duisbourg (Allemagne).

## Podiums
| Épreuves 9 quilles | Or                                  | Argent                                           | Bronze                              |
| ------------------ | ----------------------------------- | ------------------------------------------------ | ----------------------------------- |
| Individuel Hommes  | Luxembourg Steve Blasen             | Pays-Bas Guus Maes                               | Brésil Bernardo Immendorf           |
| Individuel Femmes  | Allemagne Elgin Justen              | Belgique Petra Comoth                            | Luxembourg Marcelline Della Modesta |
| Double mixte       | Allemagne Elgin Justen Holger Mayer | Luxembourg Marcelline Della Modesta Steve Blasen | Pays-Bas Maria Berends Guus Maes    |

| Épreuves 10 quilles | Or                                      | Argent                                      | Bronze                                  |
| ------------------- | --------------------------------------- | ------------------------------------------- | --------------------------------------- |
| Individuel Hommes   | Finlande Kai Virtanen                   | Belgique Gery Verbruggen                    | États-Unis Andrew Cain                  |
| Individuel Femmes   | Corée du Sud Kim Soo-Kyung              | Royaume-Uni Zara Glover                     | Canada Caroline Lagrange                |
| Double mixte        | France Isabelle Saldjian François Sacco | Malaisie Shalin Zulkifli Zulmazran Zulkifli | Corée du Sud Kim Soo-Kyung Kang Hee-Won |

## Tableau des médailles
| Rang  | Nation          | Or | Argent | Bronze | Total |
| ----- | --------------- | -- | ------ | ------ | ----- |
| 1     | Allemagne       | 2  | 0      | 0      | 2     |
| 2     | Luxembourg      | 1  | 1      | 1      | 3     |
| 3     | Corée du Sud    | 1  | 0      | 1      | 2     |
| 4     | France          | 1  | 0      | 0      | 1     |
| 4     | Finlande        | 1  | 0      | 0      | 1     |
| 5     | Belgique        | 0  | 2      | 0      | 2     |
| 6     | Pays-Bas        | 0  | 1      | 1      | 2     |
| 7     | Grande-Bretagne | 0  | 1      | 0      | 1     |
| 7     | Malaisie        | 0  | 1      | 0      | 1     |
| 8     | États-Unis      | 0  | 0      | 1      | 1     |
| 8     | Brésil          | 0  | 0      | 1      | 1     |
| 8     | Canada          | 0  | 0      | 1      | 1     |
| TOTAL | TOTAL           | 6  | 6      | 6      | 18    |